# 丹波市立春日郷土資料館
丹波市立春日郷土資料館（たんばしりつかすがきょうどしりょうかん）は兵庫県丹波市にある博物館。
江戸時代の農家風の外観で、玄関横に巨大な釜「千石釜」が置かれている。

## 概要
春日町の近世を中心とする人々の生活に関する諸資料を保管・展示する施設である。
近世の農業用具や養蚕と機織りに関する用具を展示して、当時の農家の生活様式を紹介している。
ほか、春日町の代表的な民俗行事を紹介している。

## 利用情報

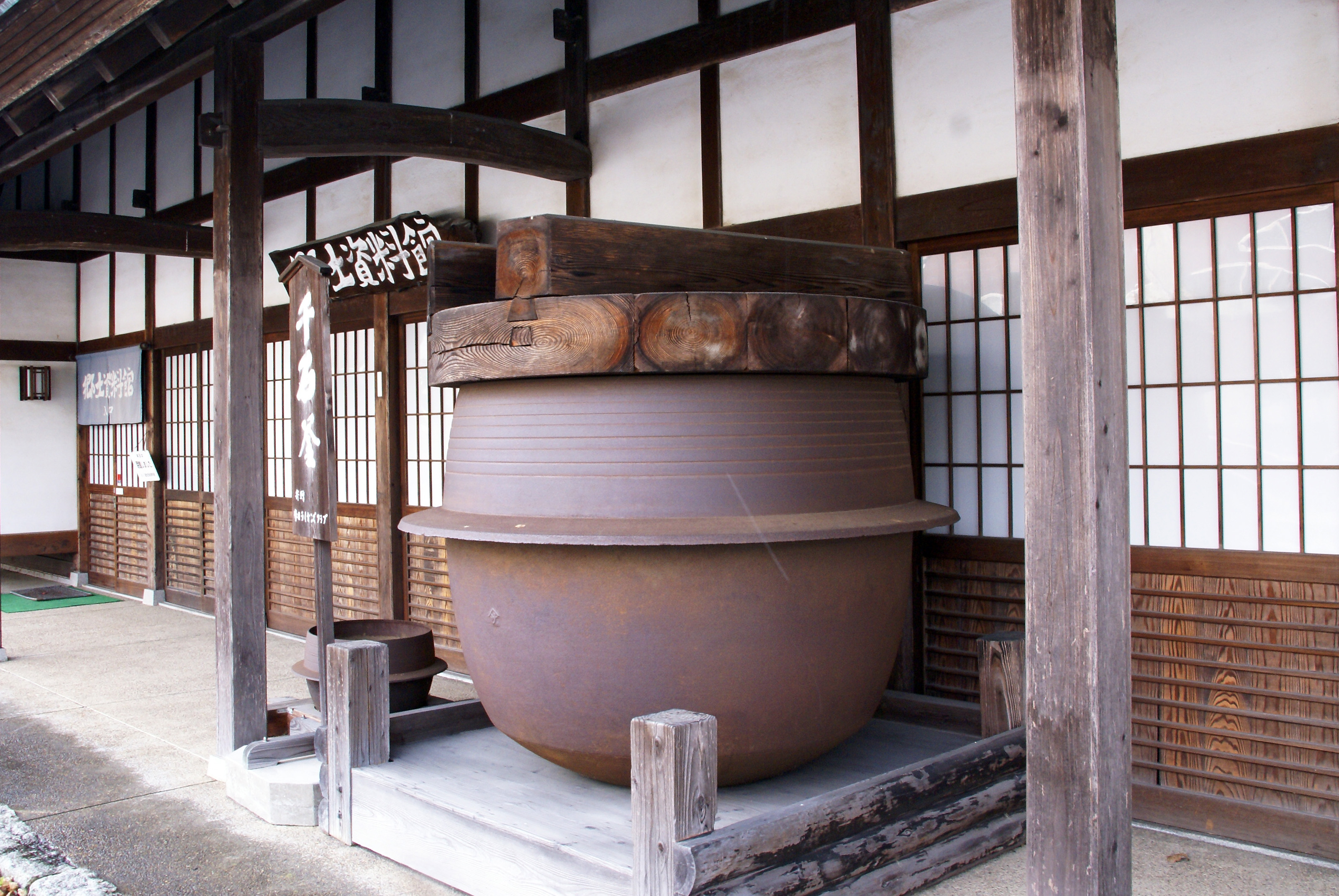
玄関横の千石釜

- 所在地 - 兵庫県丹波市春日町黒井496-2[1]
- 開館時間 - 9時から17時（入館は16時30分まで）[2]
- 休館日 - 月曜（月曜が祝日の場合は翌日）、12月29日～1月3日、臨時休館あり[2]

## 交通アクセス
- 福知山線 黒井駅 から徒歩約10分[2]

## 周辺情報
- 丹波市立春日歴史民俗資料館（隣接）
- 黒井城
- 興禅寺
- 兵主神社
- 道の駅丹波おばあちゃんの里
- 兵庫県立氷上高等学校